# Renana

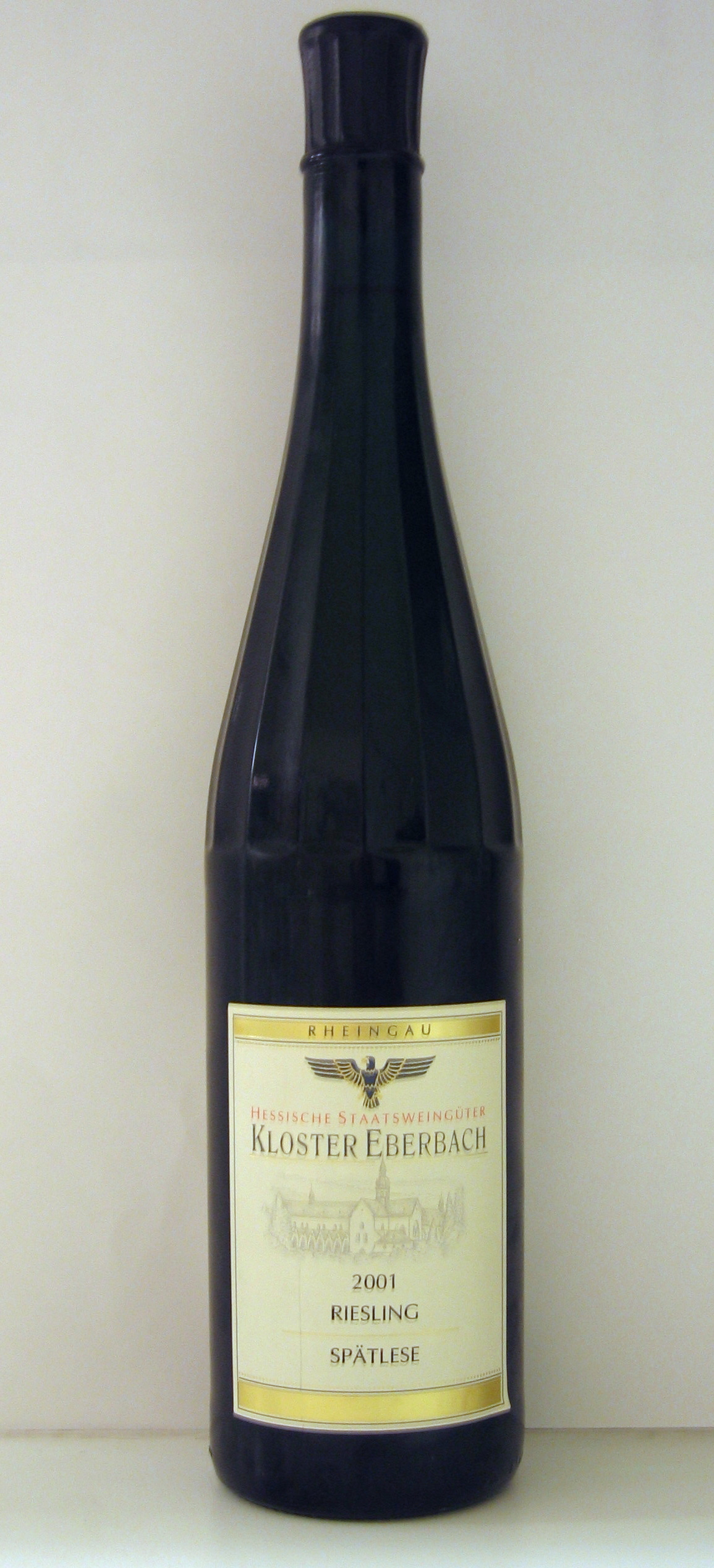
Bottiglia renana

La renana o flauto è un tipo di bottiglia da vino. Prende il suo nome dalla zona di produzione del vino del Reno. Simile per forma e uso alla bottiglia alsaziana ne differisce per essere più alta e slanciata. La mancanza di spalla ne fa una bottiglia adatta a vini che non formano depositi.

## Caratteristiche
- Base: poco pronunciata
- Corpo: cilindrico di diametro 7,5 cm, inferiore alla metà dell'altezza
- Spalla: assente
- Collo: lungo
- Cercine: poco rilevato
- Altezza: 35 cm circa
- Capacità: 750 ml.

Realizzata con vetro di non grosso spessore, di colore bianco o verde. Utilizzata per l'imbottigliamento dei vini bianchi prodotti da Riesling e Chardonnay. 